# 韦尔斯霍芬
韦尔斯霍芬是德国莱茵兰-普法尔茨州的一个市镇。总面积14.36平方公里，总人口878人，其中男性437人，女性441人（2011年12月31日），人口密度61人/平方公里。